# Paul McCrane
Paul David McCrane (ur. 19 stycznia 1961 w Filadelfii) – amerykański aktor, telewizyjny, teatralny i filmowy, także reżyser i piosenkarz. Nominowany do nagrody Grammy za najlepszy album soundtrack dla mediów wizualnych filmu muzycznego Sława (Fame, 1980) i laureat nagrody SAG (Screen Actors Guild) za występ w serialu Ostry dyżur.

## Życiorys

### Wczesne lata
Urodził się w Filadelfii w Pensylwanii w rodzinie katolickiej jako syn Eileen C. (z domu Manyak), pielęgniarki, i Jamesa J. McCrane’a Juniora, aktora i pisarza. Ma starszego brata Jima i trzy młodsze siostry: Maureen, Barbarę i Deirdre. Jego rodzina przeprowadziła się do Richboro w Pensylwanii. W latach 1975–1978 uczęszczał do szkoły katolickiej Holy Ghost Preparatory School. Następnie przeniósł się do Nowego Jorku, gdzie studiował aktorstwo w Herbert Berghof Studio.

### Kariera
W 1979 wystąpił jako młody pacjent w dramacie sportowym Sylvestar Stallone’a Rocky II. Za rolę Montgomery’ego MacNeilla w dramacie muzycznym Alana Parkera Sława (Fame, 1980) był nominowany do Young Artist Award. Po gościnnym udziale w melodramacie wojennym Sidneya J. Furiego Purpurowe serca (Purple Hearts, 1984) z Cheryl Ladd i serialu Posterunek przy Hill Street (1986), zwrócił na siebie uwagę jako Emil M. Antonowsky w filmie Paula Verhoevena RoboCop (1987).
W latach 1997–2003 i w roku 2008 w epizodzie w ostatnim, 15. sezonie serialu NBC Ostry dyżur, grał doktora Roberta „Rakietę” Romano. Grał również astronautę Pete’a Conrada w miniserialu HBO Z Ziemi na Księżyc (From the Earth to the Moon, 1998). Pojawił się w wielu serialach, w tym Z Archiwum X (1997) i Brzydula Betty (2008).
McCrane skomponował oraz wykonał dwa utwory do musicalu Sława: „Dogs in the Yard” oraz „Is it Okay if I Call You Mine”.

## Życie prywatne
W 1998 ożenił się z Daną Kellin, projektantką biżuterii. Mają dwoje dzieci: Williama Thomasa oraz Noe Catherine.